# 明章之治
明章之治是指東汉汉明帝、汉章帝在位时代出现的治世。那时采取了宽松治国和息兵养民的政策，並大興水利，使他们在位期间成为东汉历史上最為吏治清明，经济发展蓬勃，社会相對稳定的时期。
東漢於此期间在國際關係上亦取得了重大成就，從與匈奴不斷地反覆攻防，直到完全掌控西域，除了南匈奴歸附漢朝逐漸漢化，並大破北匈奴使其求和並西遷，一掃數百年来匈奴對中國北方邊境的威脅，漢朝國勢也再一次到達西漢治世時期的鼎盛；佛教也在此時傳入中國，為中國佛教史的一大盛事。